# Plantation Mobile Home Park
Plantation Mobile Home Park es un lugar designado por el censo ubicado en el condado de Palm Beach en el estado estadounidense de Florida. En el Censo de 2010 tenía una población de 1.260 habitantes y una densidad poblacional de 1.938,2 personas por km².

## Geografía
Plantation Mobile Home Park se encuentra ubicado en las coordenadas 26°42′14″N 80°7′58″O / 26.70389, -80.13278. Según la Oficina del Censo de los Estados Unidos, Plantation Mobile Home Park tiene una superficie total de 0.65 km², de la cual 0.63 km² corresponden a tierra firme y (2.39%) 0.02 km² es agua.

## Demografía
Según el censo de 2010, había 1.260 personas residiendo en Plantation Mobile Home Park. La densidad de población era de 1.938,2 hab./km². De los 1.260 habitantes, Plantation Mobile Home Park estaba compuesto por el 64.52% blancos, el 14.37% eran afroamericanos, el 0.56% eran amerindios, el 1.27% eran asiáticos, el 0.16% eran isleños del Pacífico, el 15% eran de otras razas y el 4.13% pertenecían a dos o más razas. Del total de la población el 34.97% eran hispanos o latinos de cualquier raza, y un 4% de Argentinos.